# Cinq pièces pour orchestre (Webern)

Les Cinq Pièces pour orchestre, op. 10 sont une œuvre d'Anton Webern composées entre 1911 et 1913.
Webern met en place dans ces pièces sa technique de la Klangfarbenmelodie, "mélodie de timbre et de couleurs".

## Pièces
1. Sehr ruhig und zart pour (flûte, clarinette, trompette, trombone, célesta, harpe, glockenspiel, cordes)
2. Lebhaft und zart bewegt
3. Sehr langsam und äusserst zart
4. Fliessend, äusserst zart
5. Sehr fliessend